# 42772 Kokotanekova
42772 Kokotanekova è un asteroide della fascia principale. Scoperto nel 1998, presenta un'orbita caratterizzata da un semiasse maggiore pari a 3,1011847 au e da un'eccentricità di 0,1519052, inclinata di 5,93719° rispetto all'eclittica.